# Пескара

Пескара (італ. Pescara) — місто та муніципалітет в Італії, у регіоні Абруццо, столиця провінції Пескара.
Пескара розташована на відстані близько 160 км на північний схід від Рима, 70 км на схід від Л'Акуіли.

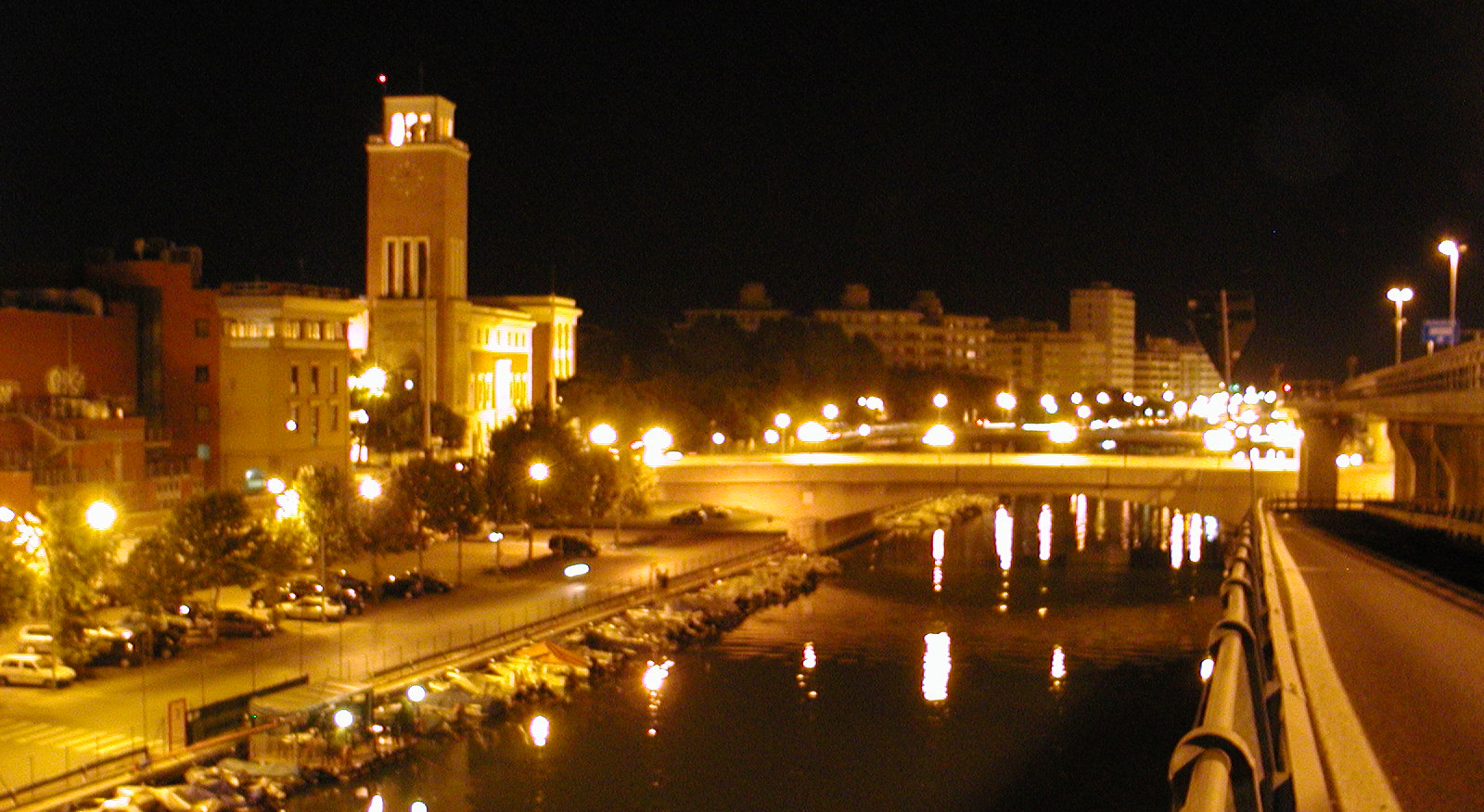

Населення — 121 366 осіб (2014). Щорічний фестиваль відбувається 10 жовтня. Покровитель — San Cetteo.

## Демографія
Населення за роками:

Станом на 1 січня 2023 року в муніципалітеті офіційно проживало 6736 іноземців з 125 країн, серед них 1717 громадян країн Євросоюзу та 917 громадян України.

## Уродженці
- Габріеле д'Аннунціо (1863—1938) — італійський драматург, поет, політичний і військовий діяч націоналістичного напрямку
- Алессандро Чиконьїні (1906—1995) — італійський композитор
- Енніо Флайано (1910—1972) — італійський письменник та сценарист
- Андреа Камплоне (*1966) — відомий у минулому італійський футболіст, захисник, згодом — тренер
- Ярно Труллі (нар. 1974) — італійський автогонщик, пілот Формули-1;
- Массімо Оддо (нар. 1976) — італійський футболіст, захисник;
- Марко Верратті (нар. 1992) — італійський футболіст, півзахисник.

## Сусідні муніципалітети
- К'єті
- Франкавілла-аль-Маре
- Монтезільвано
- Сан-Джованні-Театіно
- Спольторе

## Міста-побратими
- Аркашон, Франція
- Брешія, Італія
- Гардоне-Рив'єра, Італія
- Казале-Монферрато, Італія
- Ліма, Перу
- Маямі-Біч, США
- Монтік'ярі, Італія
- Спліт, Хорватія

## Галерея

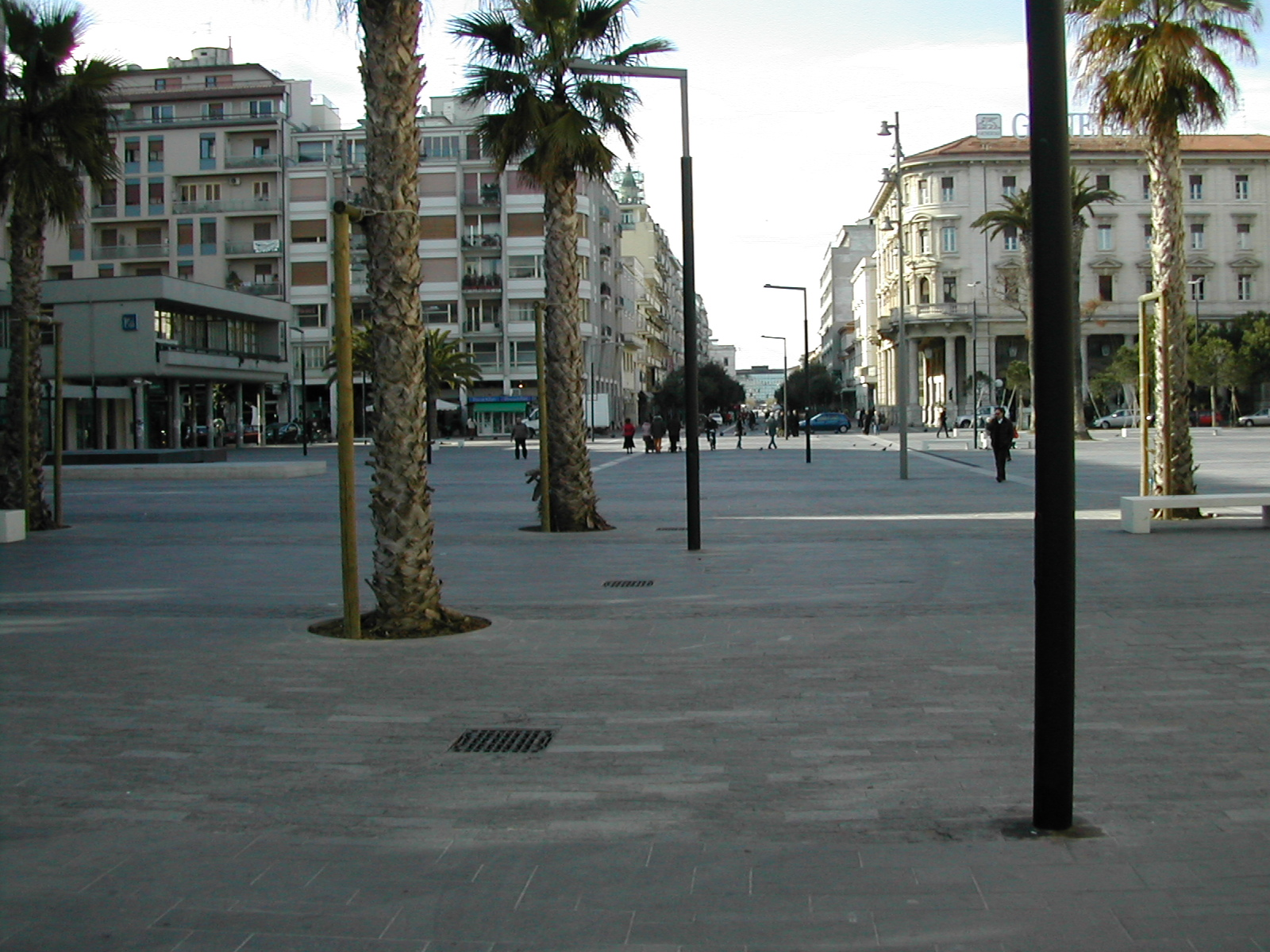
Piazza Salotto e Corso Umberto I
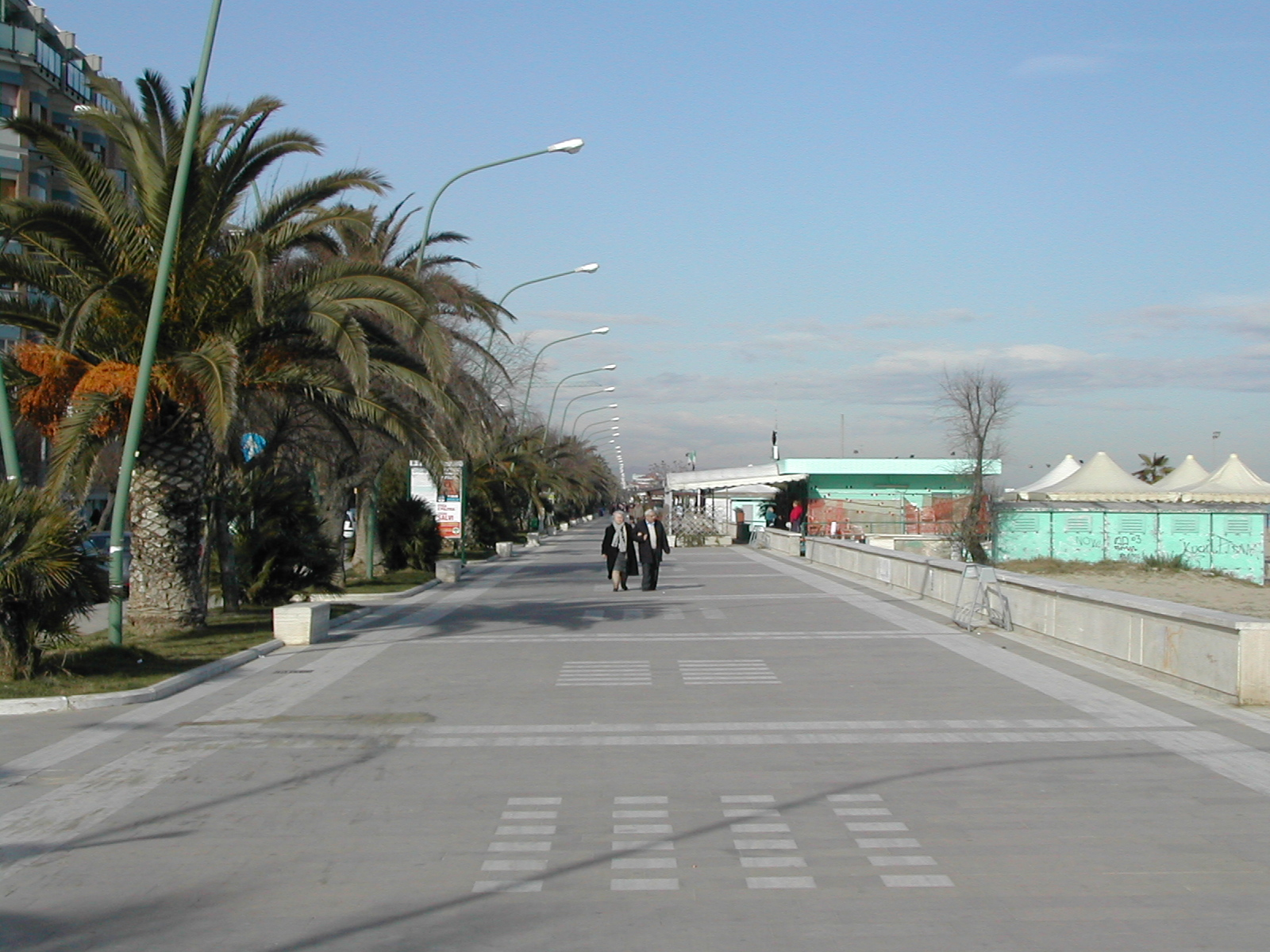
La riviera nord
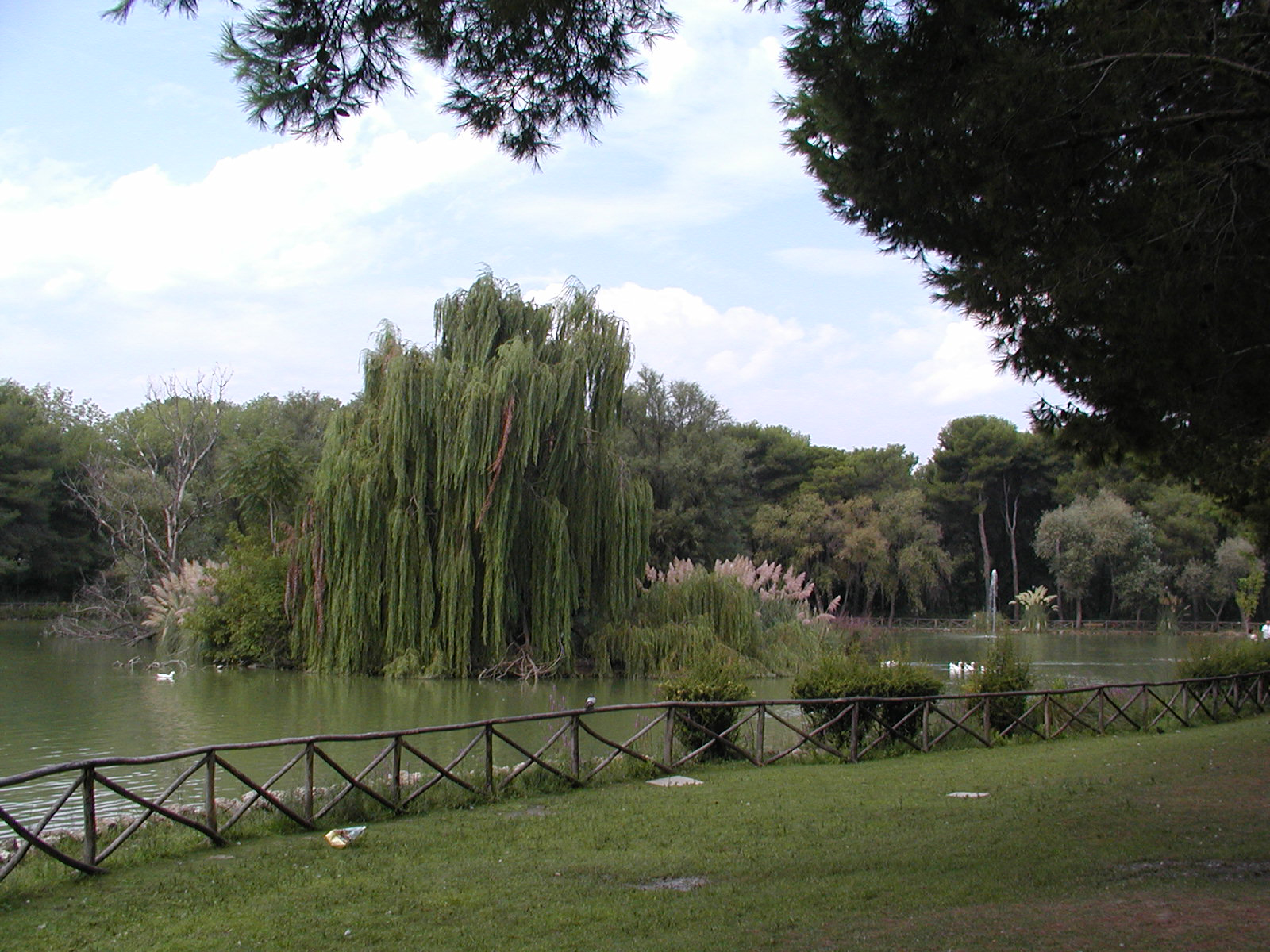
La Pineta Dannunziana
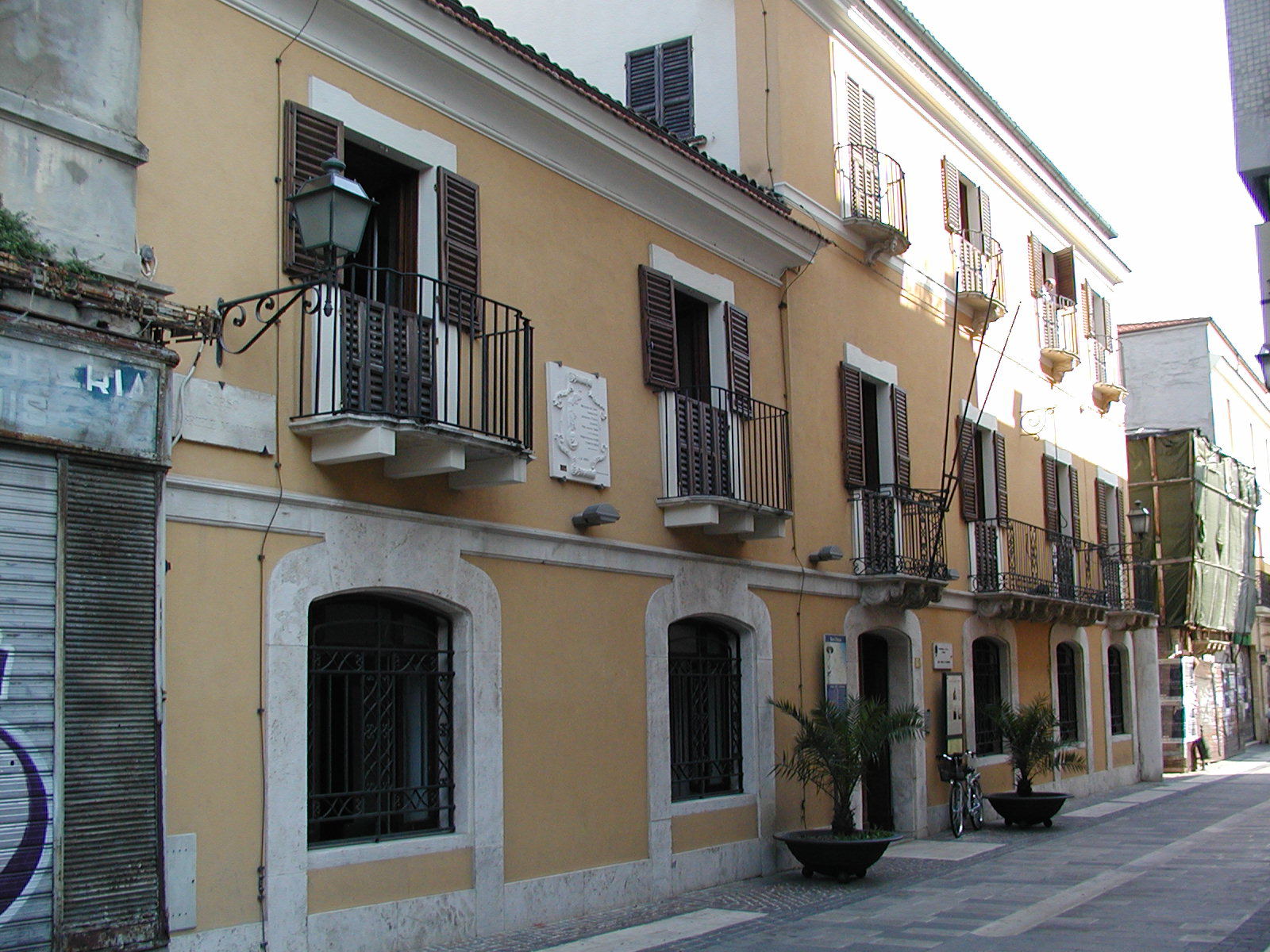
Casa natale G.D'Annunzio
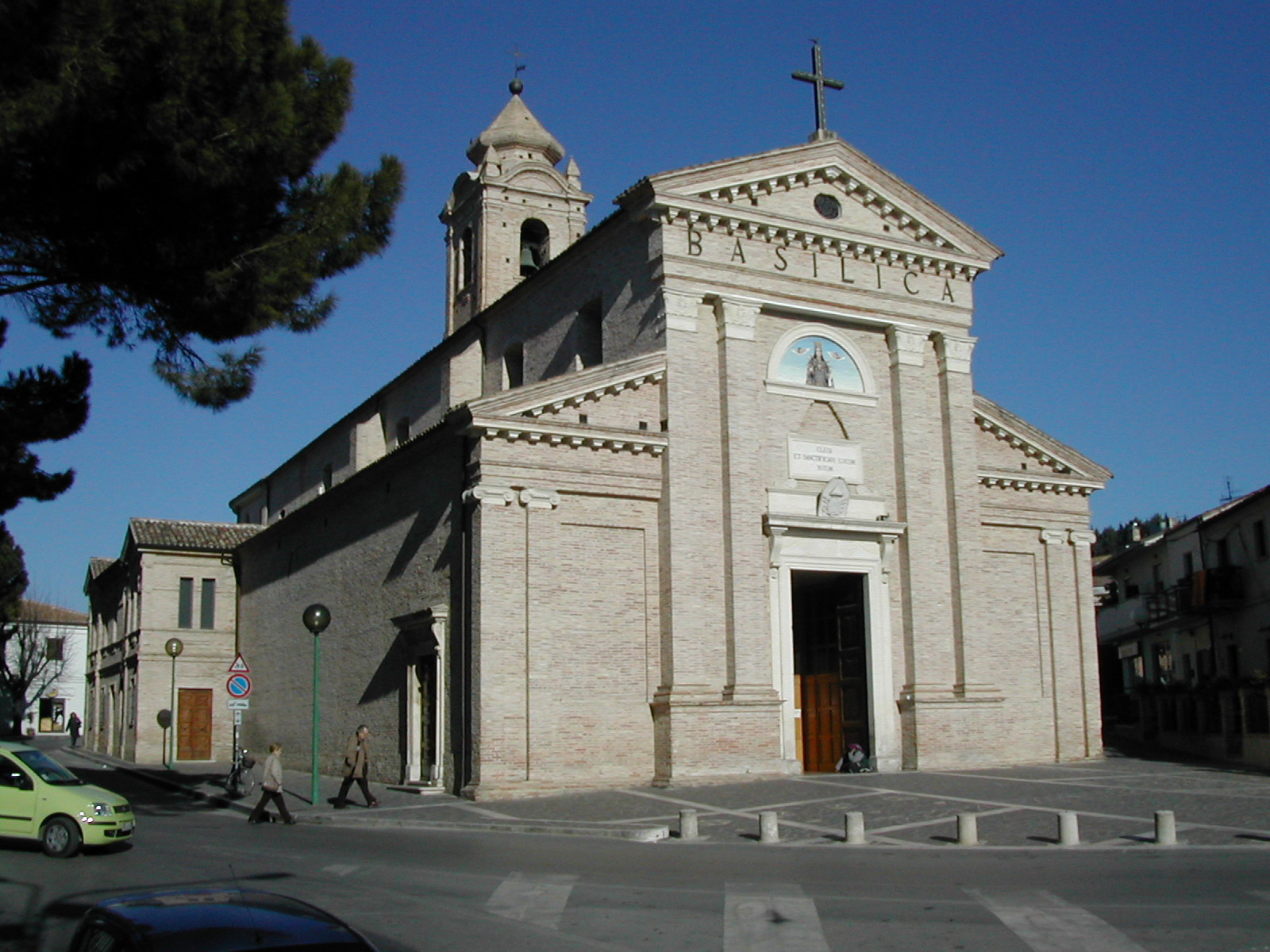
Basilica dei sette dolori
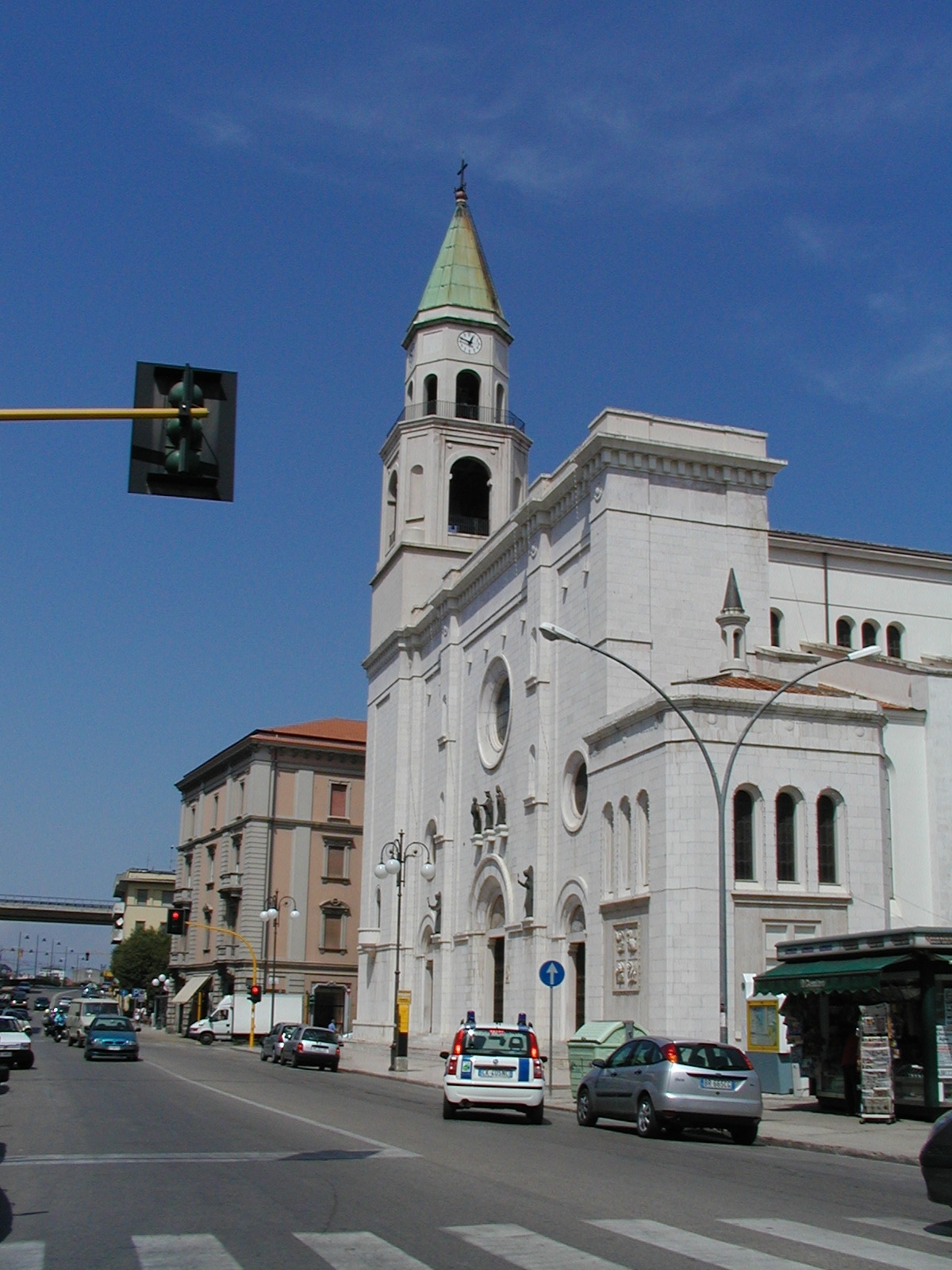
Chiesa di S.Cetteo
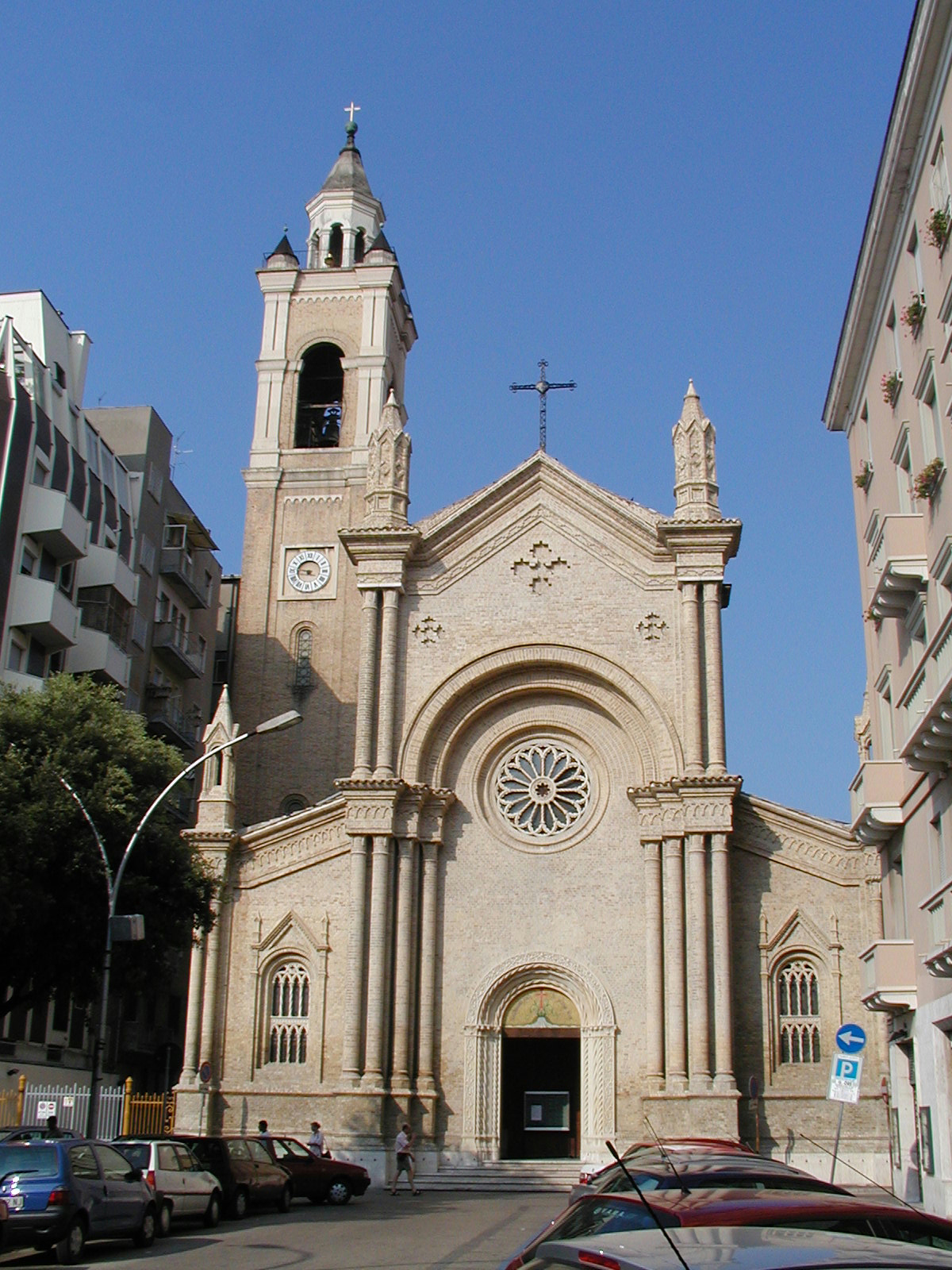
Chiesa del Sacro Cuore
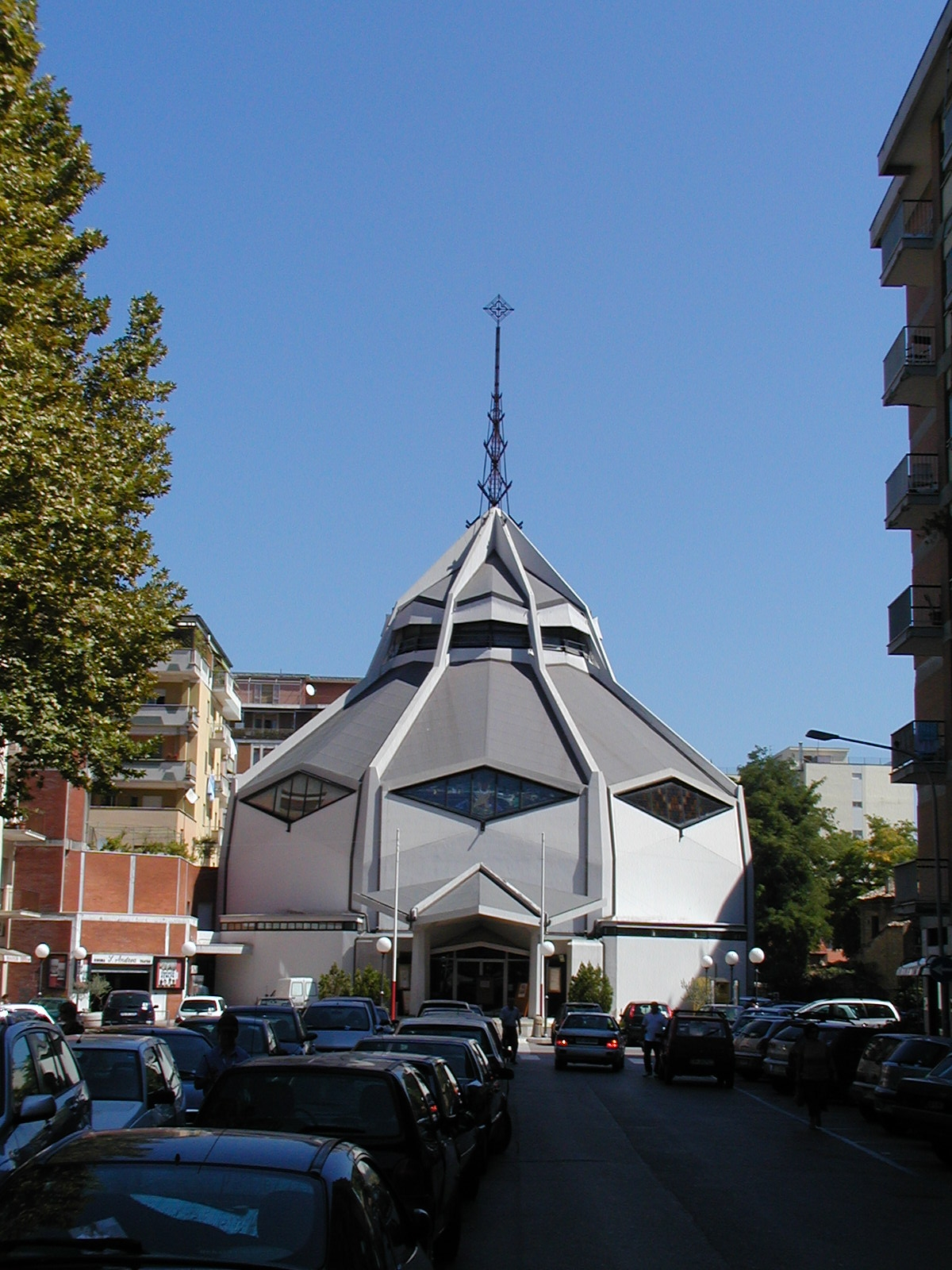
Chiesa di S.Andrea